# Maniago
Maniago là một đô thị ở tỉnh Pordenone, vùng Friuli-Venezia Giulia (đông bắc Italia). Đô thị này nổi tiếng với các công ty sản xuất thép làm lưỡi dao, kéo.
Maniago có các đơn vị cấp dưới: Campagna, Dandolo, Fratta, Maniagolibero.
Các đô thị giáp ranh: Andreis, Arba, Fanna, Frisanco, Montereale Valcellina, San Quirino, Vajont, Vivaro.